# Santuario di Tanzan
Il Santuario di Tanzan (談山神社?, Tanzan-jinja), conosciuto anche come Tempio di Danzan,  Tempio di Tōnomine (多武峯社?, Tōnomine-sha) o Tōnomine Temple (多武峯寺?, Tōnomine-ji), è un tempio shintoista a Sakurai, nella Prefettura di Nara, Giappone.

## Strutture
La pagoda in legno di tredici piani oggi esistente fu costruita nel 1532 ed è una ricostruzione della struttura costruita da Jo'e nel periodo Asuka.
L' honden, o salone principale, è costruito nello stile Kasuga-zukuri. È dedicato a Fujiwara no Kamatari..

## Galleria d'immagini

Pagoda a tredici piani
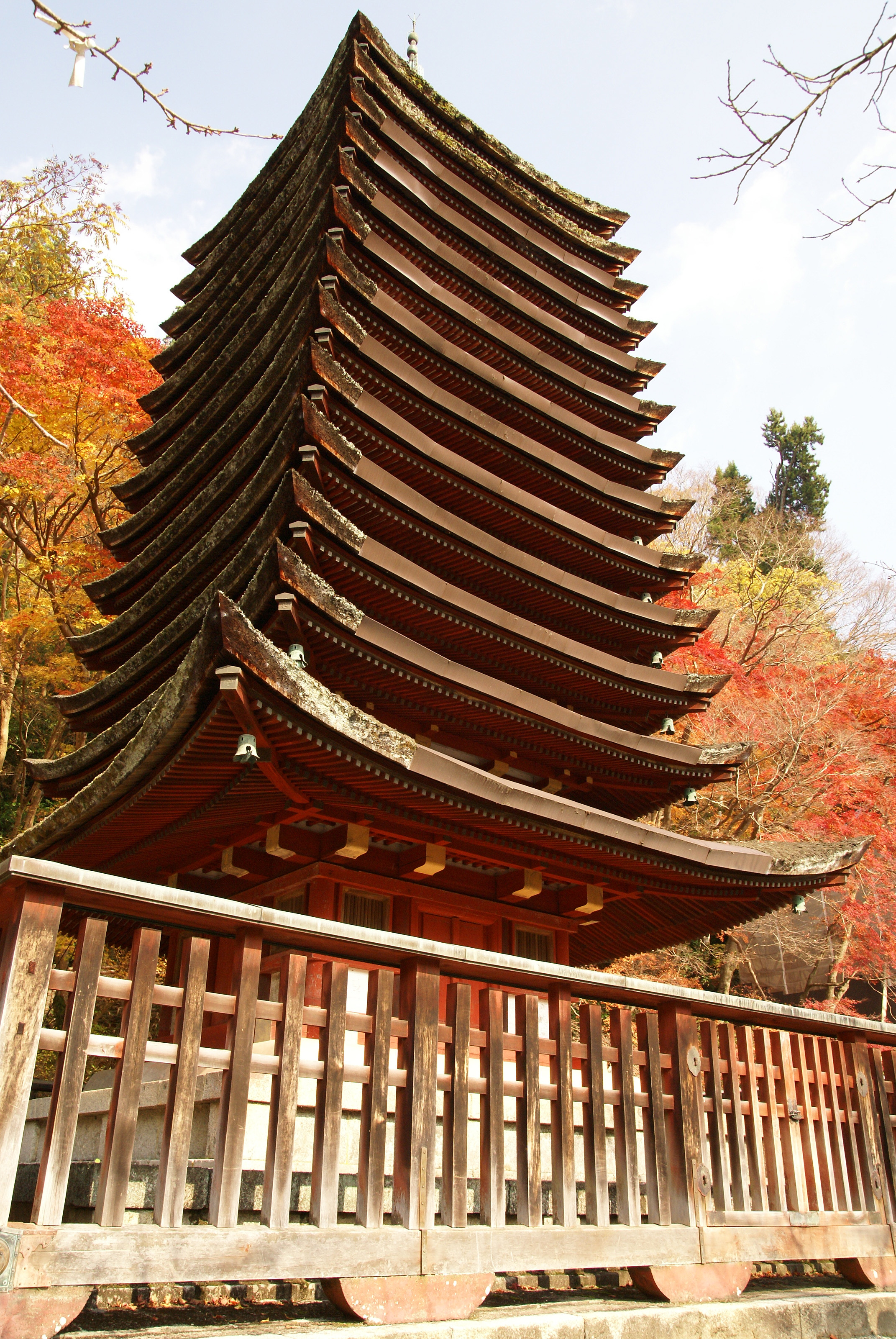
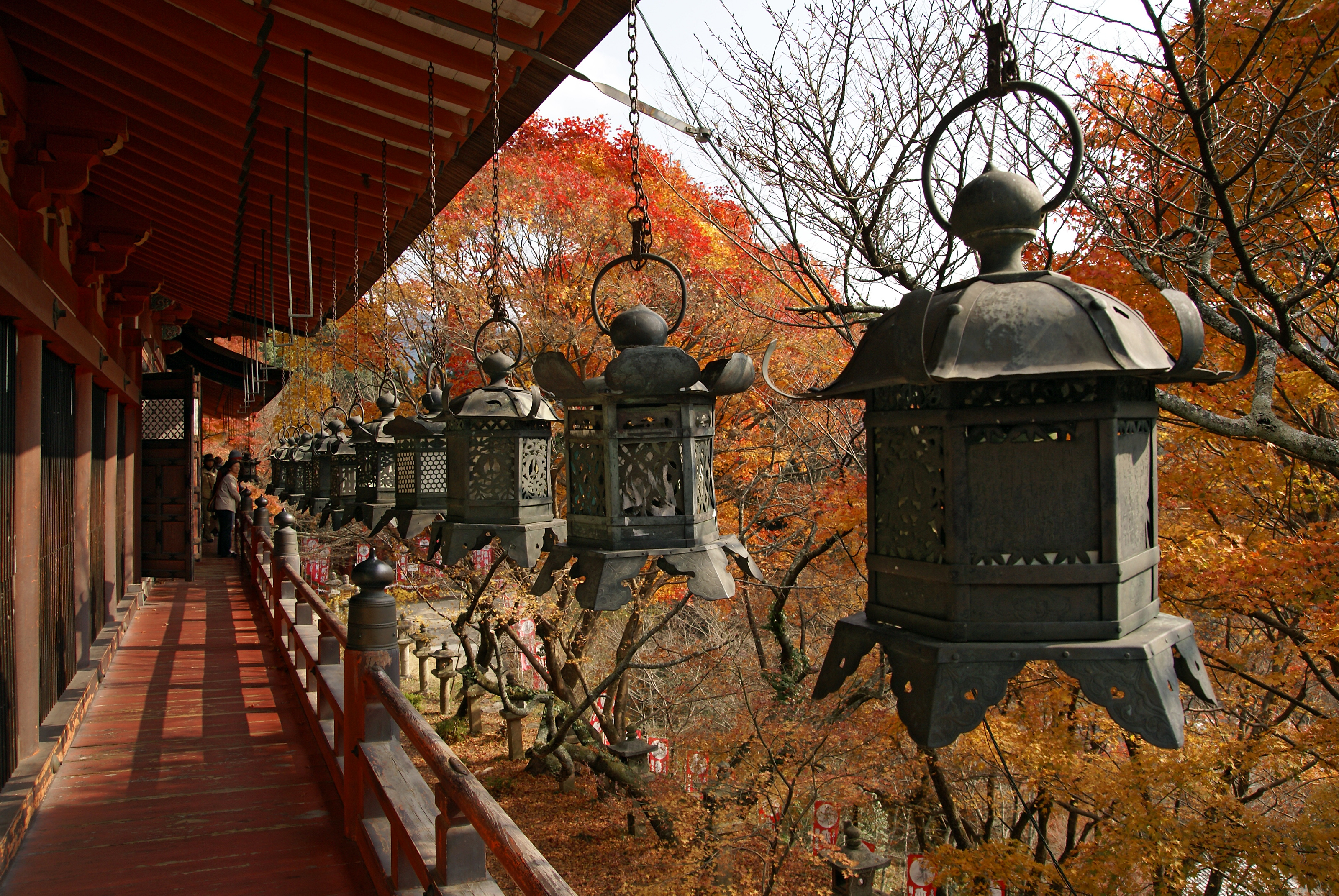
Lanterne
Un edificio secondario del santuario
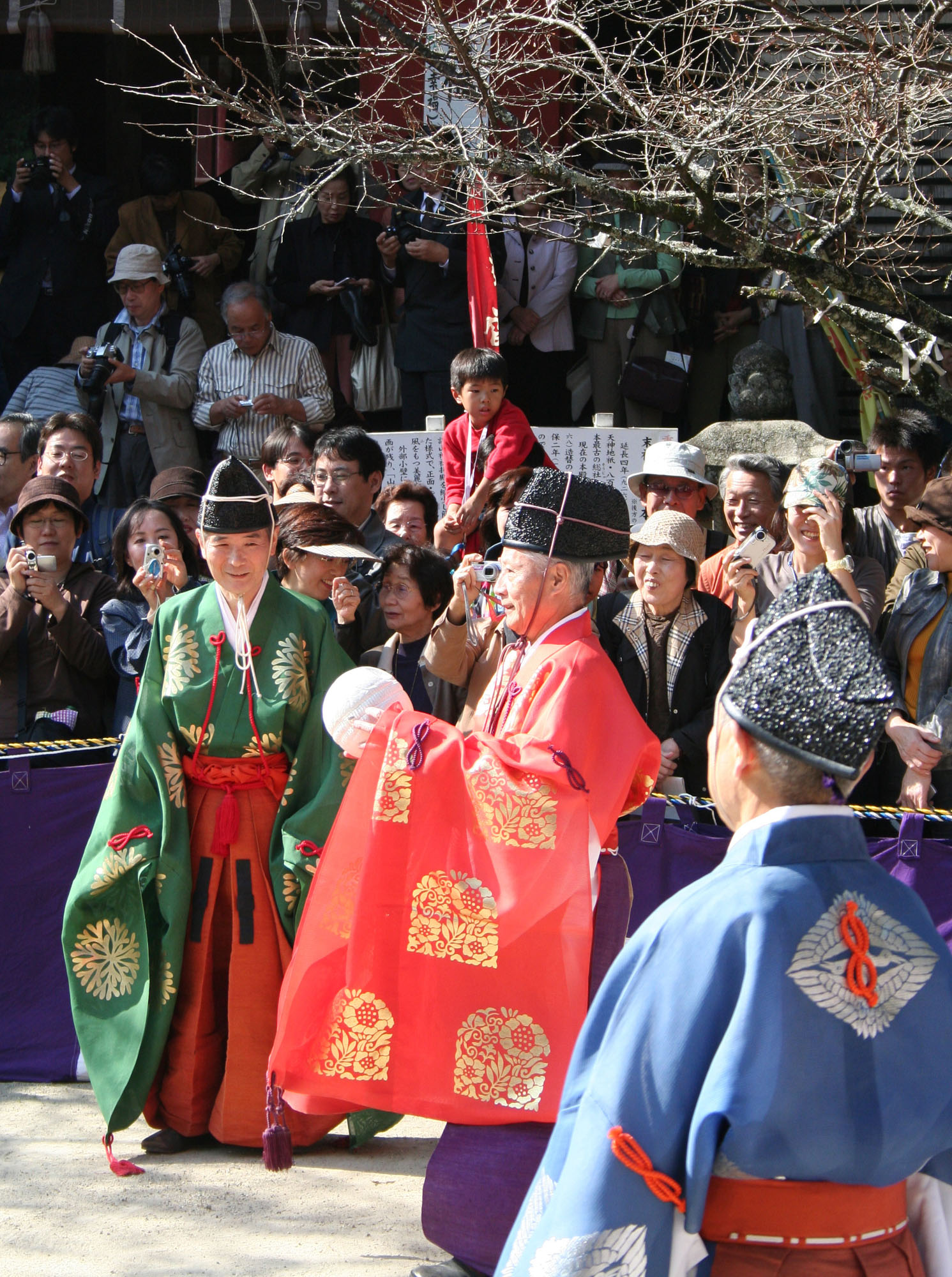
Kemari Matsuri al santuario
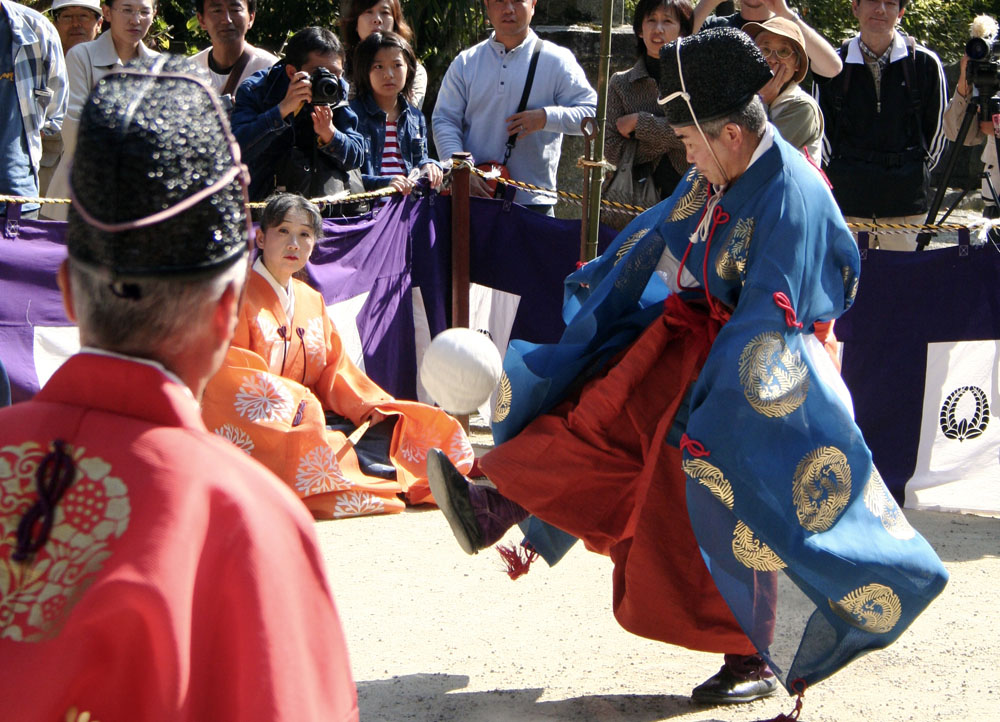
Kemari Matsuri al santuario